# EXILE
EXILE(에그자일)은 일본의 댄스&보컬 그룹이다. LDH 소속. 레이블은 rhythm zone.

## 연보

### 그 이전
- 1991년, HIRO가 보비 브라운에게 이름이 지어진 댄스 팀 〈Japanese Soul Brothers〉를 결성.
- 1999년, HIRO·MATSU·USA·MAKIDAI·SASA로 〈J Soul Brothers〉를 결성[1].
- 2001년, SASA가 탈퇴. 새로운 보컬 ATSUSHI·SHUN이 가입. 8월 24일부터 〈EXILE〉로 이름을 바꿔 재시동.

### 2001년 ~ 2006년:제1장
- 2001년 9월 27일, 싱글 〈Your eyes only ~희미한 나의 윤곽~〉으로 데뷔.
- 2003년 2월 13일, 2nd 앨범 《Styles Of Beyond》를 발매.
- 2003년 12월 3일, 3rd 앨범 《EXILE ENTERTAINMENT》를 발매. 첫 밀리언 셀러를 달성.
- 2003년 12월 31일, ZOO의 커버 곡 〈Choo Choo TRAIN〉으로 홍백가합전에 첫 출장.
- 2004년 6월 30일, 15th 싱글 〈real world〉를 발매.
- 2004년 9월, 뮤지컬 《HEART of GOLD》를 기획, 연출. 아직 가입 전이었던 멤버가 다수 출연.
- 2005년 1월 1일, 첫 베스트 앨범 《PERFECT BEST》를 발매. 밀리언 셀러를 달성.
- 2006년 3월 29일, 보컬·SHUN이 솔로 활동 이행을 위해 탈퇴.
- 2006년 4월 21일, MUSIC STATION에서 멤버 전원이 하룻밤만 재결집. 당시의 최신곡 〈YES!〉와 데뷔 곡 〈Your eyes only ~희미한 나의 윤곽~〉을 피로, 사실상 라스트 라이브를 실시했다.

### 2006년 ~ 2009년:제2장
- 2006년 6월 6일, RATHER UNIQUE의 AKIRA가 가입.
- 2006년 9월 22일, 일본무도관에서 개최된 《EXILE VOCAL BATTLE AUDITION 2006 ~ASIAN DREAM~》의 최종 결전에서 우승한 TAKAHIRO가 새로운 보컬로서 가입.
- 2007년 2월 14일, 23rd 싱글 〈길〉을 발매.
- 2007년 8월 5일, 《EXILE EVOLUTION ~SUMMER TIME LOVE~》 공연에서 오카자일이 등장.
- 2007년 12월 12일, 6th 앨범 《EXILE LOVE》를 발매.
- 2008년 11월 ~ 12월, 첫 돔 투어 《EXILE PERFECT LIVE 2008》를 개최.
- 2008년 12월 30일, 28th 싱글 〈Ti Amo〉로 제50회 일본 레코드 대상 수상.
- 2009년 1월 10일, 닛폰 TV 계열에서 첫 관 프로그램 《EXILE GENERATION》이 방송 개시.

### 2009년 ~ 2013년:제3장
- 2009년 3월 1일, 2대째 J Soul Brothers의 KENCHI·KEIJI·TETSUYA·NESMITH·SHOKICHI·NAOTO·NAOKI가 가입.
- 2009년 12월 30일, 30th 싱글 〈Someday〉로 제51회 일본 레코드 대상 수상. 2연패가 된다.
- 2010년 7월 ~ 9월, 첫 스타디움 투어 《FANTASY》를 개최. 약 110만 명을 동원.
- 2010년 12월 30일, 35th 싱글 〈I Wish For You〉로 제52회 일본 레코드 대상 수상. 3연패가 된다.
- 2011년 9월 14일, 10주년 기념과 부흥 지원 곡으로서 37th 싱글 〈Rising Sun/언젠가 반드시…〉를 발매.
- 2012년 1월 1일, 앨범 《EXILE JAPAN/Solo》를 발매.
- 2013년 4월 3일, 싱글 〈EXILE PRIDE ~이런 세계를 사랑하기 위해~〉를 발매. 같은 날, HIRO가 연내에 퍼포머를 은퇴하는 것을 발표.
- 2013년 9월 27일, 새롭게 퍼포머를 모집하는 《EXILE PERFORMER BATTLE AUDITION》의 개최를 발표[2].
- 2013년 10월, 4월 발매한 싱글 〈EXILE PRIDE ~이런 세계를 사랑하기 위해~〉가, 싱글에서는 첫 누계 매상 매수 100만 장을 달성했다[3].
- 2013년 11월 3일, 홍콩 정부 관광국으로부터 〈2014년 홍콩 관광 친선대사〉로 임명되었다[4].
- 2013년 12월 30일, 〈EXILE PRIDE ~이런 세계를 사랑하기 위해~〉로 제55회 일본 레코드 대상 수상.
- 2013년 12월 31일, HIRO가 제64회 NHK 홍백가합전을 마지막으로 퍼포머를 은퇴.

### 2014년 ~ 현재:제4장
- 2014년 4월 27일, 일본무도관에서 개최된 《EXILE PERFORMER BATTLE AUDITION》의 최종 결전에서 합격한 이와타 타카노리·시라하마 아란·세키구치 멘디·야마모토 세카이·사토 타이키가 가입[5][6].
- 2014년 7월 22일, 〈제4장〉 개막과 함께, 야마모토 세카이·MATSU·KENCHI·KEIJI·NAOKI가 개명을 발표[7]. 그 외의 멤버 표기도 〈EXILE〉이 붙여진 것으로 변경되었다[7].
- 2015년 6월 22일, 마츠모토 토시오·ÜSA·MAKIDAI가 연내에 퍼포머를 은퇴하는 것을 발표[8].
- 2015년 12월 31일, 마츠모토 토시오·ÜSA·MAKIDAI가 《CDTV 스페셜! 토시코시 프리미어 라이브 2015→2016》를 마지막으로 퍼포머 은퇴.
- 2016년 8월 31일, ATSUSHI가 활동 거점을 2017년 전부 해외로 옮기는 것에 따라, 2018년까지 EXILE로서의 활동은 제한되는 것을 발표[9].
- 2016년 9월 27일, 15주년 기념일에 베스트 앨범 《EXTREME BEST》를 발매.

## 구성원
| 이름            | 담당           | 비고 |
| --------------- | -------------- | --- |
| EXILE HIRO      | 전 퍼포머      | - 이가라시 히로유키 (五十嵐広行, 1969년 6월 1일 ~ ) - 카나가와 현 요코하마시 출신. - 리더 및 소속 사무소 LDH의 사장을 맡는다. - 2013년 12월 31일, 퍼포머 은퇴.                                        |
| 마츠모토 토시오 | 전 퍼포머      | - 마츠모토 토시오 (松本利夫, 1975년 5월 27일 ~ ) 구 멤버명:MATSU - 카나가와 현 카와사키 시 출신. - 배우로서도 활동. - 2015년 12월 31일, 퍼포머 은퇴.                                                  |
| EXILE ÜSA       | 전 퍼포머      | - 우사미 요시히로 (宇佐美吉啓, 1977년 2월 2일 ~ ) 구 멤버명:EXILE USA - 카나가와 현 요코하마 시 출신. - 댄스 프로젝트 〈DANCE EARTH〉를 실시하고 있다. - 2015년 12월 31일, 퍼포머 은퇴.               |
| EXILE MAKIDAI   | 전 퍼포머      | - 마키 다이스케 (眞木大輔, 1975년 10월 27일 ~ ) - 카나가와 현 요코하마 시 출신. - 배우, DJ MAKIDAI 명의로 DJ로서도 활동. - 2015년 12월 31일, 퍼포머 은퇴.                                             |
| EXILE ATSUSHI   | 보컬           | - 사토 아츠시 (佐藤篤志, 1980년 4월 30일 ~ ) - 사이타마현 코시가야 시 출신. - EXILE ATSUSHI 명의로 솔로로서도 활동.                                                                                   |
| EXILE AKIRA     | 퍼포머         | - 쿠로사와 료헤이 (黒澤良平, 1981년 8월 23일 ~ ) - 시즈오카현 이와타시 출신. - RATHER UNIQUE에서의 활동을 거쳐, 2006년 6월 6일에 가입. - 배우로서도 활동.                                             |
| EXILE TAKAHIRO  | 보컬           | - 타사키 타카히로 (田﨑敬浩, 1984년 12월 8일 ~ ) - 나가사키현 사세보시 출신. - VOCAL BATTLE AUDITION에서 우승해, 2006년 9월 22일에 가입. - EXILE TAKAHIRO 명의로 솔로로서도 활동.                     |
| 타치바나 켄치   | 퍼포머         | - 테라츠지 켄이치로 (寺辻健一郎, 1979년 9월 28일 ~ ) 구 예명:KENCHI - 카나가와 현 요코스카시 출신. - J Soul Brothers에서의 활동을 거쳐, 2009년 3월 1일에 가입. - THE SECOND from EXILE로서도 활동.    |
| 쿠로키 케이지   | 퍼포머         | - 쿠로키 케이지 (黒木啓司, 1980년 1월 21일 ~ ) 구 예명:KEIJI - 미야자키현 키요타케 정 출신. - J Soul Brothers에서의 활동을 거쳐, 2009년 3월 1일에 가입. - THE SECOND from EXILE로서도 활동.           |
| EXILE TETSUYA   | 퍼포머         | - 츠치다 테츠야 (土田哲也, 1981년 2월 18일 ~ ) - 카나가와 현 요코스카 시 출신. - J Soul Brothers에서의 활동을 거쳐, 2009년 3월 1일에 가입. - THE SECOND from EXILE로서도 활동.                        |
| EXILE NESMITH   | 보컬 겸 퍼포머 | - 류타 카림 네스미스 (竜太・カリム・ネスミス, 1983년 8월 1일 ~ ) - 쿠마모토 현 쿠마모토 시 출신. - J Soul Brothers에서의 활동을 거쳐, 2009년 3월 1일에 가입. - THE SECOND from EXILE로서도 활동.      |
| EXILE SHOKICHI  | 보컬 겸 퍼포머 | - 야기 쇼키치 (八木将吉, 1985년 10월 3일 ~ ) - 홋카이도 토마코마이 시 출신. - J Soul Brothers에서의 활동을 거쳐, 2009년 3월 1일에 가입. - THE SECOND from EXILE로서도 활동. - 솔로로서도 활동.        |
| EXILE NAOTO     | 퍼포머         | - 카타오카 나오토 (片岡直人, 1983년 8월 30일 ~ ) - 사이타마 현 토코로자와 시 출신. - J Soul Brothers에서의 활동을 거쳐, 2009년 3월 1일에 가입. - 3대째 J Soul Brothers로서도 활동.                    |
| 코바야시 나오키 | 퍼포머         | - 코바야시 나오키 (小林直己, 1984년 11월 10일 ~ ) 구 멤버명:NAOKI - 치바 현 인자이시 출신. - J Soul Brothers에서의 활동을 거쳐, 2009년 3월 1일에 가입. - 3대째 J Soul Brothers로서도 활동.            |
| 이와타 타카노리 | 퍼포머         | - 이와타 타카노리 (岩田剛典, 1989년 3월 6일 ~ ) - 아이치현 나고야시 출신. - EXILE PERFORMER BATTLE AUDITION에서 합격해, 2014년 4월 27일에 가입. - 3대째 J Soul Brothers로서도 활동.                   |
| 시라하마 아란   | 퍼포머         | - 시라하마 아란 (白濱亜嵐, 1993년 8월 4일 ~ ) - 에히메현 마츠야마 시 출신. - EXILE PERFORMER BATTLE AUDITION에서 합격해, 2014년 4월 27일에 가입. - GENERATIONS로서도 활동.                            |
| 세키구치 멘디   | 퍼포머         | - 세키구치 멘디 (関口メンディー, 1991년 1월 25일 ~ ) - 미국 뉴저지주 출신. - EXILE PERFORMER BATTLE AUDITION에서 합격해, 2014년 4월 27일에 가입. - GENERATIONS로서도 활동.                            |
| 세카이          | 퍼포머         | - 야마모토 세카이 (山本世界, 1991년 2월 21일 ~ ) - 카나가와 현 출신. - EXILE PERFORMER BATTLE AUDITION에서 합격해, 2014년 4월 27일에 가입. - 전 EXPG 도쿄교·요코하마교의 인스트럭터.                  |
| 사토 타이키     | 퍼포머         | - 사토 타이키 (佐藤大樹, 1995년 1월 25일 ~ ) - 사이타마 현 시라오카시 출신. - EXILE PERFORMER BATTLE AUDITION에서 합격해, 2014년 4월 27일에 가입. - GENERATIONS의 서포트 멤버였다. - 배우로서도 활동. |

| 전 멤버 | 전 멤버 | 전 멤버         | 전 멤버 |
| 이름    | 담당    | 재적 기간       | 비고 |
| ------- | ------- | --------------- | --- |
| SHUN    | 보컬    | 2001년 ~ 2006년 | - 키요키바 슌스케 (清木場俊介, 1980년 1월 11일 ~ ) - 야마구치현 우베시 출신. - 솔로 활동 이행을 위해, 2006년 3월 29일에 탈퇴. |

## 작품

### 싱글
|    | 발매일           | 타이틀                                                                                     | 오리콘 최고 순위 |
| -- | ---------------- | ------------------------------------------------------------------------------------------ | ---------------- |
| 1  | 2001년 9월 27일  | Your eyes only 〜曖昧なぼくの輪郭〜 Your eyes only ~희미한 나의 윤곽~                      | 4위              |
| 2  | 2001년 12월 12일 | Style                                                                                      | 11위             |
| 3  | 2002년 2월 20일  | Fly Away                                                                                   | 18위             |
| 4  | 2002년 4월 17일  | song for you                                                                               | 6위              |
| 5  | 2002년 8월 7일   | Cross 〜never say die〜                                                                    | 13위             |
| 6  | 2002년 11월 13일 | EX-STYLE 〜Kiss you〜                                                                      | 6위              |
| 7  | 2003년 2월 5일   | We Will 〜あの場所で〜 We Will ~그곳에서~                                                  | 16위             |
| 8  | 2003년 5월 28일  | Breezin' 〜Together〜                                                                      | 2위              |
| 9  | 2003년 7월 9일   | LET ME LUV U DOWN                                                                          | 3위              |
| 10 | 2003년 11월 6일  | Choo Choo TRAIN                                                                            | 2위              |
| 11 | 2003년 11월 12일 | Eternal...                                                                                 | 7위              |
| 12 | 2003년 11월 19일 | ki・zu・na                                                                                 | 5위              |
| 13 | 2003년 11월 27일 | O'ver                                                                                      | 7위              |
| 14 | 2004년 5월 12일  | Carry On/運命のヒト Carry On/운명의 사람                                                   | 2위              |
| 15 | 2004년 6월 30일  | real world                                                                                 | 1위              |
| 16 | 2004년 8월 18일  | HEART of GOLD                                                                              | 4위              |
| 17 | 2004년 12월 1일  | HERO                                                                                       | 2위              |
| 18 | 2005년 8월 24일  | EXIT                                                                                       | 2위              |
| 19 | 2005년 12월 14일 | ただ…逢いたくて 단지…보고 싶어서                                                           | 1위              |
| 20 | 2006년 3월 1일   | YES!                                                                                       | 1위              |
| 21 | 2006년 12월 6일  | Everything                                                                                 | 2위              |
| 22 | 2007년 1월 17일  | Lovers Again                                                                               | 2위              |
| 23 | 2007년 2월 14일  | 道 길                                                                                      | 1위              |
| 24 | 2007년 5월 16일  | SUMMER TIME LOVE                                                                           | 3위              |
| 25 | 2007년 8월 29일  | 時の描片 〜トキノカケラ〜/24karats -type EX- 시간의 조각 ~토키노카케라~/24karats -type EX- | 2위              |
| 26 | 2007년 11월 21일 | I Believe                                                                                  | 3위              |
| 27 | 2008년 2월 27일  | Pure/You're my sunshine                                                                    | 2위              |
| 28 | 2008년 9월 24일  | The Birthday 〜Ti Amo〜                                                                    | 1위              |
| 29 | 2008년 11월 26일 | LAST CHRISTMAS                                                                             | 1위              |
| 30 | 2009년 4월 15일  | THE MONSTER 〜Someday〜                                                                    | 1위              |
| 31 | 2009년 7월 22일  | THE HURRICANE 〜FIREWORKS〜                                                                | 1위              |
| 32 | 2009년 11월 11일 | THE GENERATION 〜ふたつの唇〜 THE GENERATION ~두 입술~                                     | 2위              |
| 33 | 2010년 6월 9일   | FANTASY                                                                                    | 1위              |
| 34 | 2010년 9월 15일  | もっと強く 좀 더 강하게                                                                    | 1위              |
| 35 | 2010년 10월 6일  | I Wish For You                                                                             | 2위              |
| 36 | 2011년 2월 9일   | Each Other's Way 〜旅の途中〜 Each Other's Way ~여행의 도중~                               | 1위              |
| 37 | 2011년 9월 14일  | Rising Sun/いつかきっと… Rising Sun/언젠가 반드시…                                         | 1위              |
| 38 | 2011년 11월 23일 | あなたへ/Ooo Baby 당신에게/Ooo Baby                                                        | 2위              |
| 39 | 2012년 6월 20일  | ALL NIGHT LONG                                                                             | 1위              |
| 40 | 2012년 7월 25일  | BOW & ARROWS                                                                               | 2위              |
| 41 | 2013년 4월 3일   | EXILE PRIDE 〜こんな世界を愛するため〜 EXILE PRIDE ~이런 세계를 사랑하기 위해~             | 1위              |
| 42 | 2013년 6월 19일  | Flower Song                                                                                | 2위              |
| 43 | 2013년 9월 25일  | No Limit                                                                                   | 2위              |
| 44 | 2014년 7월 23일  | NEW HORIZON                                                                                | 1위              |
| 45 | 2015년 3월 4일   | 情熱の花 정열의 꽃                                                                         | 2위              |
| 46 | 2015년 8월 19일  | 24karats GOLD SOUL                                                                         | 3위              |
| 47 | 2015년 12월 9일  | Ki・mi・ni・mu・chu                                                                        | 2위              |
| 48 | 2016년 8월 17일  | Joy-ride ～歓喜のドライブ～ Joy-ride ~환희의 드라이브~                                     | 2위              |
| 49 | 2020년 1월 1일   | 愛のために 〜for love, for a child〜/瞬間エターナル                                        | 2위              |
| 50 | 2020년 12월 16일 | SUNSHINE                                                                                   | 3위              |
| 51 | 2021년 4월 27일  | PARADOX                                                                                    | 7위              |

### 디지털 싱글
| 발매일          | 타이틀                           |
| --------------- | -------------------------------- |
| 2009년 2월 17일 | THE NEXT DOOR                    |
| 2010년 6월 16일 | One Wish                         |
| 2018년 2월2일   | PARTY ALL NIGHT 〜STAR OF WISH〜 |
| 2018년 3월2일   | Melody                           |
| 2018년 4월6일   | My Star                          |
| 2018년 5월4일   | Turn Back Time                   |
| 2018년 6월1일   | Awakening                        |
| 2018년 7월6일   | STEP UP                          |
| 2019년 1월3일   | Love of History                  |
| 2021년 5월27일  | One Nation                       |
| 2021년 7월1일   | HAVANA LOVE                      |
| 2022년 5월27일  | BE THE ONE                       |
| 2022년 7월1일   | POWER OF WISH                    |

### 앨범
|    | 발매일           | 타이틀                            | 오리콘 최고 순위 |
| -- | ---------------- | --------------------------------- | ---------------- |
| 1  | 2002년 3월 6일   | our style                         | 5위              |
| 2  | 2003년 2월 13일  | Styles Of Beyond                  | 1위              |
| 3  | 2003년 12월 3일  | EXILE ENTERTAINMENT               | 1위              |
| 4  | 2006년 3월 29일  | ASIA                              | 1위              |
| 5  | 2007년 3월 7일   | EXILE EVOLUTION                   | 1위              |
| 6  | 2007년 12월 12일 | EXILE LOVE                        | 1위              |
| 7  | 2009년 12월 2일  | 愛すべき未来へ 사랑해야 할 미래에 | 1위              |
| 8  | 2011년 3월 9일   | 願いの塔 소원의 탑                | 1위              |
| 9  | 2012년 1월 1일   | EXILE JAPAN/Solo                  | 1위              |
| 10 | 2015년 3월 25일  | 19 -Road to AMAZING WORLD-        | 1위              |
| 11 | 2018년 7월 25일  | STAR OF WISH                      | 1위              |
| 12 | 2022년 1월 1일   | PHOENIX                           | 6위              |
| 13 | 2022년 12월7일   | POWER OF WISH                     |                  |

### 베스트 앨범
| 발매일          | 타이틀                                  | 오리콘 최고 순위 |
| --------------- | --------------------------------------- | ---------------- |
| 2005년 1월 1일  | PERFECT BEST                            | 1위              |
| 2008년 3월 26일 | EXILE CATCHY BEST                       | 1위              |
| 2008년 7월 23일 | EXILE ENTERTAINMENT BEST                | 1위              |
| 2008년 12월 3일 | EXILE BALLAD BEST                       | 1위              |
| 2012년 12월 5일 | EXILE BEST HITS -LOVE SIDE / SOUL SIDE- | 1위              |
| 2016년 9월 27일 | EXTREME BEST                            | 2위              |

### 그 외의 앨범
| 발매일          | 타이틀                                                                     | 오리콘 최고 순위 |
| --------------- | -------------------------------------------------------------------------- | ---------------- |
| 2003년 9월 10일 | The other side of EX Vol.1                                                 | 5위              |
| 2004년 3월 31일 | 祝ミリオン・初回アルバム3枚組 BOX SET 축 밀리언·초회 앨범 3매 세트 BOX SET | 55위             |
| 2004년 9월 29일 | HEART of GOLD 〜STREET FUTURE OPERA BEAT POPS〜                            | 1위              |
| 2009년 3월 25일 | EXILE PERFECT YEAR 2008 ULTIMATE BEST BOX                                  | 27위             |

### 참가 작품
| 발매일           | 곡명                                          | 수록된 작품                                    |
| ---------------- | --------------------------------------------- | ---------------------------------------------- |
| 2004년 1월 28일  | Self Belief                                   | DJ YUTAKA 《EPISODE I》                        |
| 2005년 7월 20일  | SCREAM                                        | GLAY×EXILE 〈SCREAM〉                          |
| 2006년 11월 22일 | WON'T BE LONG                                 | EXILE & 코다 쿠미 〈WON'T BE LONG〉            |
| 2007년 8월 29일  | 24karats -type S-                             | Sowelu 〈24karats -type S-〉                   |
| 2007년 8월 29일  | 24karats -type D.I-                           | DOBERMAN INC 《THE BEST ~ TIME 4 SOME ACTION》 |
| 2009년 9월 16일  | FIREWORKS type D.I                            | DOBERMAN INC 〈GENERATION/FIREWORKS type D.I〉 |
| 2010년 5월 19일  | 太陽の花 태앙의 꽃                            | 봉축곡 조곡 〈태양의 나라〉                    |
| 2012년 9월 5일   | 24karats TRIBE OF GOLD                        | EXILE TRIBE 〈24karats TRIBE OF GOLD〉         |
| 2014년 8월 20일  | THE REVOLUTION                                | EXILE TRIBE 〈THE REVOLUTION〉                 |
| 2014년 8월 27일  | 24WORLD                                       | EXILE TRIBE 〈EXILE TRIBE REVOLUTION〉         |
| 2016년 6월 15일  | HIGHER GROUND feat. Dimitri Vegas & Like Mike | V.A. 《HiGH&LOW ORIGINAL BEST ALBUM》          |

### 영상 작품
| 발매일           | 타이틀                                                                                         | 오리콘 최고 순위 |
| ---------------- | ---------------------------------------------------------------------------------------------- | ---------------- |
| 2002년 3월 20일  | EXPV 1                                                                                         | 41위             |
| 2003년 3월 5일   | EXPV 2                                                                                         | 19위             |
| 2004년 3월 31일  | EXPV 3                                                                                         | 3위              |
| 2004년 9월 29일  | EXILE LIVE TOUR 2004 "EXILE ENTERTAINMENT"                                                     | 4위              |
| 2006년 3월 29일  | EXILE LIVE TOUR 2005 〜PERFECT LIVE "ASIA"〜                                                   | 1위              |
| 2007년 10월 17일 | EXILE LIVE TOUR 2007 EXILE EVOLUTION                                                           | 3위              |
| 2009년 3월 18일  | EXILE LIVE TOUR "EXILE PERFECT LIVE 2008"                                                      | 1위              |
| 2009년 10월 28일 | EXILE LIVE TOUR 2009 "THE MONSTER"                                                             | 2위              |
| 2010년 12월 1일  | EXILE LIVE TOUR 2010 FANTASY                                                                   | 1위              |
| 2012년 3월 14일  | EXILE LIVE TOUR 2011 TOWER OF WISH 〜願いの塔〜 EXILE LIVE TOUR 2011 TOWER OF WISH ~소원의 탑~ | 1위              |
| 2012년 10월 17일 | EXILE TRIBE LIVE TOUR 2012 〜TOWER OF WISH                                                     | 1위              |
| 2013년 10월 16일 | EXILE LIVE TOUR 2013 "EXILE PRIDE"                                                             | 1위              |
| 2014년 3월 31일  | EXILE LIVE TOUR 2013 "EXILE PRIDE" 9.27 FINAL                                                  | 1위              |
| 2016년 4월 13일  | EXILE LIVE TOUR 2015 "AMAZING WORLD"                                                           | 1위              |
| 2019년 7월 31일  | EXILE LIVE TOUR 2018-2019 "STAR OF WISH"                                                       | 1위              |
| 2022년 8월 31일  | EXILE 20th ANNIVERSARY EXILE LIVE TOUR 2021 "RED PHOENIX"                                      | 1위              |

## 수상
| 연도 | 상                              | 부문                         | 작품                                           |
| ---- | ------------------------------- | ---------------------------- | ---------------------------------------------- |
| 2001 | 제34회 일본 유선 대상           | 유선 음악상                  | Your eyes only ~희미한 나의 윤곽~              |
| 2003 | 제36회 일본 유선 대상           | 유선 음악 우수상             | Choo Choo TRAIN                                |
| 2003 | 제45회 일본 레코드 대상         | 금상                         | Together                                       |
| 2004 | 제18회 일본 골드 디스크 대상    | ROCK & POP ALBUM OF THE YEAR | EXILE ENTERTAINMENT                            |
| 2004 | 제37회 일본 유선 대상           | 최다 리퀘스트 가수상         | −                                              |
| 2004 | 제37회 일본 유선 대상           | 유선 음악 우수상             | HEART of GOLD                                  |
| 2004 | 제37회 베스트 히트 가요제       | 팝스 부문 그랑프리           | −                                              |
| 2004 | 제46회 일본 레코드 대상         | 금상                         | Carry On                                       |
| 2005 | 제19회 일본 골든 디스크 대상    | ROCK & POP ALBUM OF THE YEAR | HEART of GOLD                                  |
| 2005 | 제38회 베스트 히트 가요제       | 팝스 부문 그랑프리           | −                                              |
| 2006 | 제20회 일본 골드 디스크 대상    | ROCK & POP ALBUM OF THE YEAR | SINGLE BEST                                    |
| 2006 | 제20회 일본 골드 디스크 대상    | ROCK & POP ALBUM OF THE YEAR | PERFECT BEST                                   |
| 2006 | 제20회 일본 골드 디스크 대상    | SONG OF THE YEAR             | 단지…보고 싶어서                               |
| 2006 | 제20회 일본 골드 디스크 대상    | SONG OF THE YEAR             | SCREAM                                         |
| 2006 | 제48회 일본 레코드 대상         | 특별상                       | WON'T BE LONG                                  |
| 2007 | 제21회 일본 골드 디스크 대상    | THE BEST 10 ALBUMS           | ASIA                                           |
| 2007 | 제49회 일본 레코드 대상         | 최우수 가창상                | 시간의 조각 ~토키노카케라~                     |
| 2007 | 제49회 일본 레코드 대상         | 금상                         | 시간의 조각 ~토키노카케라~                     |
| 2007 | MTV Video Music Awards Japan    | Best Group Video             | Lovers Again                                   |
| 2008 | 제22회 일본 골드 디스크 대상    | ARTIST OF THE YEAR           | −                                              |
| 2008 | 제22회 일본 골드 디스크 대상    | ALBUM OF THE YEAR            | EXILE LOVE                                     |
| 2008 | 제22회 일본 골드 디스크 대상    | THE BEST 10 ALBUMS           | EXILE EVOLUTION                                |
| 2008 | 제22회 일본 골드 디스크 대상    | THE BEST 10 ALBUMS           | EXILE LOVE                                     |
| 2008 | 제22회 일본 골드 디스크 대상    | THE BEST MUSIC VIDEOS        | EXILE LIVE TOUR 2007 EXILE EVOLUTION           |
| 2008 | 제22회 일본 골드 디스크 대상    | 더 베스트 5 착신 노래 송     | Lovers Again                                   |
| 2008 | 제22회 일본 골드 디스크 대상    | 더 베스트 5 착신 노래 풀 송  | Lovers Again                                   |
| 2008 | 제22회 일본 골드 디스크 대상    | 더 베스트 5 PC 다운로드 송   | Lovers Again                                   |
| 2008 | 제41회 일본 유선 대상           | 일본 유선 대상               | Ti Amo                                         |
| 2008 | 제41회 일본 유선 대상           | 유선 음악 우수상             | Ti Amo                                         |
| 2008 | 제41회 일본 유선 대상           | 최다 리퀘스트 가수상         | −                                              |
| 2008 | 제41회 베스트 히트 가요제       | 그랑프리                     | −                                              |
| 2008 | 제50회 일본 레코드 대상         | 대상                         | Ti Amo                                         |
| 2008 | 제50회 일본 레코드 대상         | 우수 작품상                  | Ti Amo                                         |
| 2008 | MTV Video Music Awards Japan    | Best Video of the Year       | I Believe                                      |
| 2008 | MTV Video Music Awards Japan    | Best Album of the Year       | EXILE LOVE                                     |
| 2008 | MTV Video Music Awards Japan    | Best Karaokee! song          | 시간의 조각 ~토키노카케라~                     |
| 2009 | 제23회 일본 골드 디스크 대상    | ARTIST OF THE YEAR           | −                                              |
| 2009 | 제23회 일본 골드 디스크 대상    | ALBUM OF THE YEAR            | EXILE BALLAD BEST                              |
| 2009 | 제23회 일본 골드 디스크 대상    | THE BEST 10 ALBUMS           | EXILE ENTERTAINMENT BEST                       |
| 2009 | 제23회 일본 골드 디스크 대상    | THE BEST 10 ALBUMS           | EXILE CATCHY BEST                              |
| 2009 | 제23회 일본 골드 디스크 대상    | THE BEST 10 ALBUMS           | EXILE BALLAD BEST                              |
| 2009 | 제23회 일본 골드 디스크 대상    | 더 베스트 5 착신 노래 송     | Ti Amo                                         |
| 2009 | 제23회 일본 골드 디스크 대상    | 더 베스트 5 착신 노래 풀 송  | Ti Amo                                         |
| 2009 | 제42회 베스트 히트 가요제       | 그랑프리                     | −                                              |
| 2009 | 제51회 일본 레코드 대상         | 대상                         | Someday                                        |
| 2009 | 제51회 일본 레코드 대상         | 우수 작품상                  | Someday                                        |
| 2009 | MTV Video Music Awards Japan    | Best Video of the Year       | Ti Amo (Chapter2)                              |
| 2009 | MTV Video Music Awards Japan    | Best Group Video             | Ti Amo (Chapter2)                              |
| 2009 | MTV Video Music Awards Japan    | Best choreography award      | −                                              |
| 2009 | Billboard JAPAN MUSIC AWARDS    | Album of the Year            | EXILE BALLAD BEST                              |
| 2009 | Billboard JAPAN MUSIC AWARDS    | Artist of the Year           | −                                              |
| 2009 | Billboard JAPAN MUSIC AWARDS    | Top Pop Artist               | −                                              |
| 2009 | SPACE SHOWER Music Video Awards | BEST STORY VIDEO             | Ti Amo                                         |
| 2010 | 제24회 일본 골드 디스크 대상    | THE BEST 5 ALBUMS            | 사랑해야 할 미래에                             |
| 2010 | 제24회 일본 골드 디스크 대상    | THE BEST 5 SONGS             | 두 입술                                        |
| 2010 | 제24회 일본 골드 디스크 대상    | THE BEST MUSIC VIDEOS        | EXILE LIVE TOUR EXILE PERFECT LIVE 2008        |
| 2010 | 제43회 베스트 히트 가요제       | 그랑프리                     | −                                              |
| 2010 | 제52회 일본 레코드 대상         | 대상                         | I Wish For You                                 |
| 2010 | 제52회 일본 레코드 대상         | 우수 작품상                  | I Wish For You                                 |
| 2010 | MTV Video Music Awards Japan    | Best Video of the Year       | 두 입술                                        |
| 2010 | MTV Video Music Awards Japan    | Best Album of the Year       | 사랑해야 할 미래에                             |
| 2010 | MTV Video Music Awards Japan    | Asia Icon Award              | −                                              |
| 2010 | Billboard JAPAN MUSIC AWARDS    | Album of the Year            | 사랑해야 할 미래에                             |
| 2010 | Billboard JAPAN MUSIC AWARDS    | Artist of the Year           | −                                              |
| 2010 | Billboard JAPAN MUSIC AWARDS    | Top Pop Artist               | −                                              |
| 2010 | SPACE SHOWER Music Video Awards | BEST SHOOTING VIDEO          | 두 입술                                        |
| 2011 | 제25회 일본 골드 디스크 대상    | THE BEST 5 ALBUMS            | FANTASY                                        |
| 2011 | 제25회 일본 골드 디스크 대상    | THE BEST 5 SONGS BY DOWNLOAD | 좀더 강하게                                    |
| 2012 | 제26회 일본 골드 디스크 대상    | BEST 5 ALBUMS                | 소원의 탑                                      |
| 2012 | MTV Video Music Awards Japan    | Best Video of the Year       | Rising Sun                                     |
| 2012 | Billboard JAPAN MUSIC AWARDS    | Top Pop Artist               | −                                              |
| 2013 | 제27회 일본 골드 디스크 대상    | BEST 5 ALBUMS                | EXILE JAPAN/Solo                               |
| 2013 | 제27회 일본 골드 디스크 대상    | BEST MUSIC VIDEOS            | EXILE TRIBE LIVE TOUR 2012 ~TOWER OF WISH~     |
| 2013 | 제27회 일본 골드 디스크 대상    | BEST MUSIC VIDEOS            | EXILE LIVE TOUR 2011 TOWER OF WISH ~소원의 탑~ |
| 2013 | MTV Video Music Awards Japan    | Best Video of the Year       | 24karats TRIBE OF GOLD                         |
| 2013 | Billboard JAPAN MUSIC AWARDS    | Top Pop Artist               | −                                              |
| 2013 | 제55회 일본 레코드 대상         | 대상                         | EXILE PRIDE ~이런 세계를 사랑하기 위해~        |
| 2013 | 제55회 일본 레코드 대상         | 우수 작품상                  | EXILE PRIDE ~이런 세계를 사랑하기 위해~        |
| 2014 | 제28회 일본 골드 디스크 대상    | BEST 5 ALBUMS                | EXILE BEST HITS -LOVE SIDE / SOUL SIDE-        |
| 2014 | MTV Video Music Awards Japan    | Best Video of the Year       | EXILE PRIDE ~이런 세계를 사랑하기 위해~        |

## 같이 보기
- 일본 레코드 대상
- MTV 비디오 뮤직 어워드 재팬